# Guldalder
Guldalder betegnede i antik tankegang en tabt urtilstand, karakteriseret ved lykke og harmoni. Siden er begrebet blevet benyttet i historieskrivningen til at beskrive forskellige nationale og kulturelle storhedstider, såsom "den hollandske guldalder" eller "Hollywoods guldalder".

## Den danske guldalder
Uddybende artikel: Den danske Guldalder
I dansk sammenhæng anvendtes termen først indenfor litteraturen som samlebetegnelse for perioden fra Adam Gottlob Oehlenschläger til Georg Brandes' fødsel. (ca. 1800-1850).
Efter anden verdenskrig er guldalderen dog i særlig grad blevet ensbetydende med den kulturelle blomstringstid fra statsbankerotten og freden i Kiel i 1813-1814 til enevældens ophør i 1848. Særligt indenfor billedkunsten er begrebet slået igennem og er i dag synonymt med den brogede skare af kunstnere der uddannedes på Det Kongelige Danske Kunstakademi i 1820'erne, 30'erne og 40'erne under især C. W. Eckersberg.
| Kultur | Spire Denne artikel om kultur er en spire som bør udbygges. Du er velkommen til at hjælpe Wikipedia ved at udvide den. |